# انقلاب 1985 في نيجيريا
في 27 أغسطس 1985، وقع انقلاب عسكري في نيجيريا. حيث قام فصيل من ضباط القوات المسلحة متوسطي المستوى بقيادة رئيس أركان الجيش الجنرال إبراهيم بابنجيدا، بإطاحة حكومة اللواء محمد بخاري (الذي تولى السلطة عقب انقلاب 1983). ثم احتجز بخاري في مدينة بنين حتى عام 1988. برّر بابنجيدا الانقلاب بالقول إن بخاري فشل في التعامل مع المشكلات الاقتصادية للبلاد. ثم وعد «بإنعاش الاقتصاد الذي دمرته عقود من سوء الإدارة الحكومية والفساد». استبدل بابانجيدا المجلس العسكري الأعلى الحاكم بمجلس حاكم جديد للقوات المسلحة استمر حتى عام 1993. ونجا النظام من محاولة انقلاب عام 1990.